# Vigolo Vattaro
Vigolo Vattaro település Olaszországban, Trento megyében.  Vigolo Vattaro Vattaro, Bosentino, Trento, Pergine Valsugana és Besenello községekkel határos.

## Népesség
A település népességének változása: